# Ленин в 1918 году
«Ле́нин в 1918 году́» — художественный фильм, вторая часть дилогии, — после картины «Ленин в Октябре», — режиссёра Михаила Ромма. Снят и выпущен в прокат в 1939 году, в 1956 году перемонтирован.

## Сюжет
Фильм повествует о событиях 1918 года, происходивших в Москве. В самом разгаре Гражданская война, голод, разруха. В Кремле идёт напряжённая работа правительства Советской России под руководством Ленина и Сталина по выводу страны из кризиса. Ленин находит время встречаться с ходоками из народа. Важный эпизод фильма — встреча Ленина и кулака из Тамбовa.

Покушение на Ленина

Одновременно зреет заговор, который раскрыт комендантом Матвеевым. Заговорщикам, однако, удаётся скрыться и затем организовать покушение на Ленина во время его выступления на заводе Михельсона. После выстрела Каплан в Ленина он продолжительное время болеет, выздоравливает и возвращается к работе.

## В ролях
- Борис Щукин — Владимир Ильич Ленин
- Михаил Геловани — Иосиф Сталин (в первоначальной версии)
- Николай Боголюбов — Климент Ворошилов
- Николай Черкасов — Максим Горький
- Василий Марков — Феликс Дзержинский
- Леонид Любашевский — Яков Свердлов (первоначально снимался Герман Свердлов, младший брат Якова Свердлова)
- Зоя Добина — Надежда Крупская
- Николай Охлопков — товарищ Василий, помощник и телохранитель Ленина
- Клавдия Коробова — Наталья, жена Василия
- Василий Ванин — Матвеев, комендант Кремля
- Елена Музиль — Евдокия Ивановна, помощница по хозяйству
- Иосиф Толчанов — Андрей Фёдорович, врач
- Александр Хохлов — профессор
- Дмитрий Орлов — Степан Иванович Коробов, старый питерский пролетарий
- Серафим Козьминский — Бобылёв, помощник Ленина
- Николай Плотников — кулак из Тамбовской губернии
- Николай Свободин — Валериан Рутковский, эсер
- Виктор Третьяков — Иван Григорьевич Новиков, эсер
- Наталья Ефрон — Фанни Каплан
- Александр Шатов — Константинов, организатор контрреволюционного заговора
- Владимир Соловьёв — Синцов, чекист-предатель
- Сергей Антимонов — Поляков (нет в титрах)
- Виктор Кулаков — Бухарин (в первоначальной версии; нет в титрах)
- Ростислав Плятт — военспец (в первоначальной версии; нет в титрах)
- Георгий Богатов — В. М. Молотов (нет в титрах)
- Анатолий Папанов — эпизод (нет в титрах)

## Культурное значение
После выхода картины «Человек с ружьём» наметилась определённая тенденция в изображении Ленина в советском кинематографе. В картине «Ленин в 1918 году» вождь мирового пролетариата — главный герой, но при этом исподволь на первый план выходит Сталин. Ленин занят общим руководством и своего рода кабинетной работой, а Сталин непосредственно проводит в жизнь решения партии на фронтах и на периферии.
Задачей создателей было также показать то, что Ленин не один руководил страной, а был во главе целой группы единомышленников, способных подхватить знамя в то время, когда мог начаться кризис власти после покушения на лидера страны. Кульминацией картины становится наступление красных под Царицыном, по сюжету возглавляемое лично Сталиным. Когда же победитель возвращается в Москву, то происходит чудесное выздоровление Ленина, приходящего в себя после покушения.
Основная сложность была в создании не столько образа Ленина, сколько образа Сталина, который был снова поручен Михаилу Геловани, сыгравшему эту роль в фильме «Человек с ружьём» (в фильме М. Ромма «Ленин в Октябре» роль Сталина исполнил украинский актёр Семён Гольдштаб), но по сравнению с предыдущими картинами ленинианы роль Сталина стала гораздо глубже. По мнению ряда историков, картина сыграла свою роль в идеологическом оправдании террора.

Фанни Каплан из фильма «Ленин в 1918 году»

Сцены, связанные с мятежом эсеров, покушением, находящимся в бреду Лениным, который после ранения просит отправить Сталина на Южный фронт, Сталиным, выступающим в роли спасителя Республики Советов, — всё это имеет явно пропагандистскую и мифологическую окраску. Картина «Ленин в 1918 году» относится к классике социалистического реализма и отражает строго каноническое представление о вождях социализма, но при этом не лишена определённых художественных достоинств. Критики отмечали выпуклость и динамизм образа Ленина, созданного Щукиным.
Григорий Чухрай так отзывался о фильме
В те годы вождей было принято изображать «монументально», как бы отлитыми в бронзе: недоступными, непостижимыми, обладающими высшей правдой. А в картинах Ромма Ленин предстал перед зрителями простым, доступным и человечным, совсем не похожим на монумент. Конечно, это было сделано с учётом обстоятельств, не в лоб, но наш зритель умел читать между строк.

## Последующая редакция
В 1956 году фильм подвергся идеологической правке, связанной с борьбой с культом личности Сталина. Все сцены, в которых фигурировал Сталин, были вырезаны. Упоминания о Сталине были переозвучены. Были выброшены сцены с Бухариным, поскольку в фильме он показан как один из организаторов заговора против Ленина. Титры были переделаны, осовременены, в них были включены имена авторов сценария А. Каплера (был репрессирован) и его жены Т. Златогоровой (также репрессированной и погибшей в тюрьме). В таком сокращённом виде «Ленин в 1918 году» был известен поколению 1960—1980-х годов. Картина регулярно транслировалась по телевидению по праздникам или памятным дням, связанным с именем Ленина. В начале 1990-х гг. полный вариант фильма был показан на первом канале российского телевидения, в телепрограмме «Киноправда?». В конце 1990-х годов АООТ «Формат» и киноконцерн «Мосфильм» выпустили полный вариант фильма на VHS.
Сегодня зритель имеет возможность сравнить обе версии фильма — они изданы на DVD (полная версия — диск «Восток В», сокращённая версия — диск «Союз-видео», ряд других изданий).

## Награды и премии
- 1941 — Сталинская премия. Режиссёр Михаил Ромм и исполнитель главной роли Борис Щукин (посмертно)[2].
- 1939 — Фильм был включён в программу дебютного Каннского кинофестивале 1939 года, который был прерван и не состоялся в связи с началом Второй мировой войны[6][7].